# محطة قطار أولاد دراج
محطة أولاد دراج هي محطة قطار جزائرية تقع بجماعة أولاد دراج في ولاية المسيلة .

## موقع في السكك الحديدية
تقع المحطة على ارتفاع 490 م  فوق سطح البحر عند نقطة الكيلومتر (PK) 124,2 من الخط الممتد من عين التوتة إلى المسيلة حيث تسبقها محطة برهوم وتتبعها محطة المسيلة .

## خدمة الركاب

### خدمة
في عام 2023، لم يتم وضع المحطة بواسطة قطارات شركة النقل بالسكك الحديدية الوطنية حيز الخدمة .

## أنظر أيضا

### مَقالات ذات صلة
- خط من عين التوتة إلى مسيلة
- قائمة محطات القطارات في الجزائر

### رَابط خارجي
- "SNTF". Société nationale des transports ferroviaires (SNTF). مؤرشف من الأصل في 2025-06-02..